# ريمة (السياني)

تعديل مصدري - تعديل

ريمة هي إحدى قرى عزلة الدامغ بمديرية السياني التابعة لمحافظة إب، بلغ تعداد سكانها 172 نسمة حسب تعداد اليمن لعام 2004.